# 오영건
오영건(吳永鍵, 1886년 1월 1일 ~ ?)은 일제강점기의 지방행정 관료이다.

## 생애
평안남도 대동군 출신으로, 1910년에 수원농림학교를 졸업했다. 학교를 졸업하고 대한제국 관리로 임용된 직후에 한일 병합 조약이 체결되면서 조선총독부 군서기로 소속이 이동되었고, 전라남도 함평군에 배치되었다.
함평군에 이어 화순군과 나주군, 영암군 등 전라남도의 여러 지역에서 근무하였다. 1929년에는 고등관 7등의 총독부 군수로 승진하여 진도군 군수가 되었고, 이어 곡성군 군수를 지냈다.
곡성군수로 재직 중이던 1935년에 총독부가 편찬한 《조선공로자명감》에 353명의 공로자 중 한 명으로 기재되어 있다. 총독부가 시정 25주년을 기념해 표창한 표창자 명단에도 들어 있다. 1933년에 훈6등 서보장을 받는 등 이때 종6위 훈6등에 서위되어 있었다.
2008년 발표된 민족문제연구소의 친일인명사전 수록예정자 명단 중 관료 부문에 포함되었다.

## 참고자료
- 오영건(吳永鍵) - 국사편찬위원회